# Glaphyria invisalis
Glaphyria invisalis là một loài bướm đêm trong họ Crambidae.